# Gandassamou
Gandassamou (auch: Gandasamou, Gandassamou Toudou, Gouda Samou Toudou) ist ein Dorf in der Stadtgemeinde Madaoua in Niger.

## Geographie
Das von einem traditionellen Ortsvorsteher (chef traditionnel) geleitete Dorf liegt rund 16 Kilometer nordöstlich des Stadtzentrums von Madaoua, das zum gleichnamigen Departement Madaoua in der Region Tahoua gehört. Die nächsten Dörfer in der Umgebung von Gandassamou sind das etwa 3,6 Kilometer weiter nordöstlich gelegene Léyma und das etwa 4,3 Kilometer weiter nordwestlich gelegene Aouloumatt.
Direkt beim Dorf verläuft ein Trockental, ein Zubringer des Tarka-Tals.

## Geschichte
Im Juni 2007 stürzten bei einer Überschwemmung nach Regenfällen mit starkem Wind 197 Wohnhäuser ein, zwei Moscheen wurden beschädigt und 47 Getreidespeicher weggeschwemmt. Schwere Regenfälle in der Nacht vom 9. auf den 10. Juli 2009 verursachten erneut eine schwere Überschwemmung im Dorf, bei der 243 Häuser und 80 Getreidespeicher zerstört wurden.

## Bevölkerung
Bei der Volkszählung 2012 hatte Gandassamou 5279 Einwohner, die in 822 Haushalten lebten. Bei der Volkszählung 2001 betrug die Einwohnerzahl 3246 in 532 Haushalten und bei der Volkszählung 1988 belief sich die Einwohnerzahl auf 1379 in 214 Haushalten.

## Wirtschaft und Infrastruktur
Der CEG Gandassamou ist eine Schule der Sekundarstufe des Typs Collège d’Enseignement Général.